# 2012년 하계 올림픽 알바니아 선수단
2012년 하계 올림픽 알바니아 선수단은 영국 런던에서 개최된 2012년 하계 올림픽에 참가한 올림픽 알바니아 선수단이다.

## 종목별 성적

### 사격
남자
- 아르벤 쿠차나

### 수영
남자
- 시드니 호자

여자
- 노엘 보르시

### 역도
남자
- 브리켄 찰리아
- 다니엘 고델리
- 엔드리 카리나

여자
- 로멜라 베가이

### 유도
여자
- 마일린다 켈멘디

### 육상
남자
- 아드리아티크 호자

여자
- 클로디아나 샬라

## 같이 보기
- 올림픽 알바니아 선수단